# Montreuil-sur-Ille
Montreuil-sur-Ille (en bretó Mousterel-an-Il, en gal·ló Móstroelh) és un municipi francès, situat a la regió de Bretanya, al departament d'Ille i Vilaine.

## Demografia
| 1962                                       | 1968  | 1975  | 1982  | 1990  | 1999  |
| ------------------------------------------ | ----- | ----- | ----- | ----- | ----- |
| 1.313                                      | 1.399 | 1.479 | 1.453 | 1.418 | 1.554 |
| Des de 1962: població sense dobles comptes |       |       |       |       |       |

## Administració
| Període | Identitat       | Partit |
| ------- | --------------- | ------ |
| 2001-   | Patrick Vasseur | PRG    |